# Giovanni della Robbia

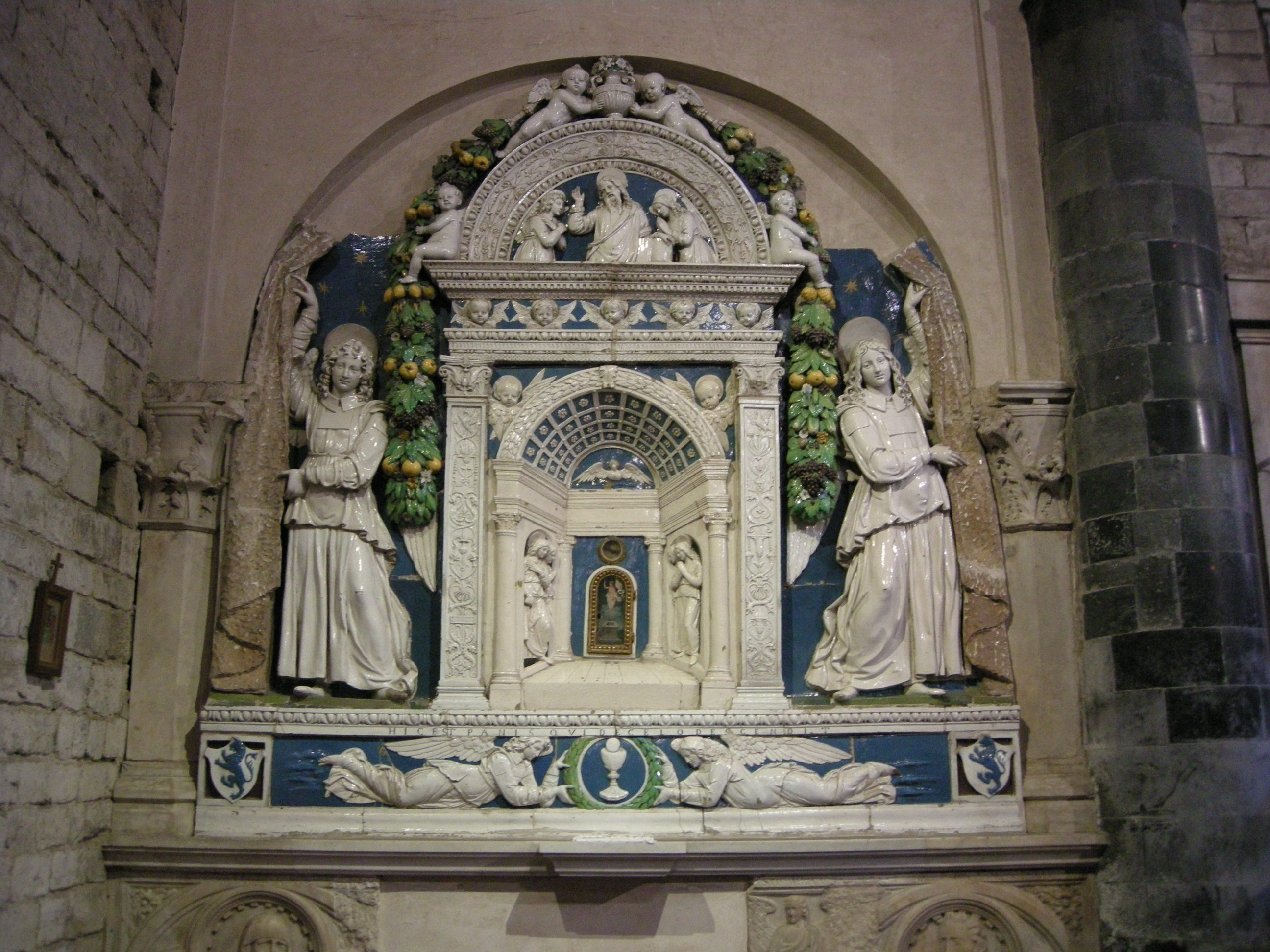
Tabernakulum, kościół Santi Apostoli, Florencja

Giovanni della Robbia (ur. 19 maja 1469, Florencja, zm. 1529) – rzeźbiarz florencki, syn Andrea.
Wybrane prace:
- lavabo w kościele Santa Maria Novella we Florencji;
- płaskorzeźby na fasadzie szpitala i sierocińca Ospedale del Ceppo w Pistoi.